# I Wanna Be Santa Claus
| Recensione | Giudizio |
| ---------- | -------- |
| AllMusic   |          |

I Wanna Be Santa Claus è il diciassettesimo album solista di Ringo Starr, uscito il 19 ottobre 1999 su etichetta Mercury.
L'album natalizio di Ringo, registrato ancora una volta col team capitanato da Mark Hudson.
Da notare la reinterpretazione di Christmas time (is here again), brano pubblicato dai Beatles nel 1967 come regalo natalizio ai fan.

## Tracce
1. Come on Christmas, Come on – 3:35
2. Winter Wonderland – 2:54
3. I Wanna Be Santa Claus – 3:45
4. The Little Drummer Boy – 3:21
5. Rudolph the Red-Nosed Reindeer – 2:20
6. Christmas Eve – 4:26
7. The Christmas Dance – 4:05
8. Christmas Time (Is Here Again) – 4:05
9. Blue Christmas – 2:58
10. Dear Santa – 5:11
11. White Christmas – 2:56
12. Pax um biscum (Peace Be with You) – 4:38